# Unité urbaine d'Ajaccio
L'unité urbaine d'Ajaccio est une unité urbaine française centrée sur la ville d'Ajaccio, préfecture et plus grande ville du département de la Corse-du-Sud et de la collectivité de Corse.

## Données générales
En 2010, selon l'Institut national de la statistique et des études économiques (Insee), l'unité urbaine d'Ajaccio forme une ville isolée, comme six autres unités urbaines de plus de 20 000 habitants qui sont Agde, Beaune, Narbonne, Rambouillet, La Roche-sur-Yon et Saint-Malo.
En 2020, l'Insee a procédé à une révision de la délimitation des unités urbaines en France ; celle d'Ajaccio est désormais composée de cinq communes.
En 2022, avec 87 339 habitants, elle représente la 1re unité urbaine du département de la Corse-du-Sud et elle occupe le 1re rang régional devant l'unité urbaine de Bastia (71 116 habitants) dans la collectivité de Corse dont elle est la préfecture régionale.
En 2022, sa densité de population s'élève à 470 hab/km2. Par sa superficie, elle ne représente que 4,6 % du territoire départemental mais, par sa population, elle regroupe 52,6 % de la population du département de la Corse-du-Sud.

## Composition 2020 de l'unité urbaine
Elle est composée des cinq communes suivantes :
| Nom                    | Code Insee | Département  | Statut       | Superficie (km2) | Population (dernière pop. légale) | Densité (hab./km2) | Modifier                                    |
| ---------------------- | ---------- | ------------ | ------------ | ---------------- | --------------------------------- | ------------------ | ------------------------------------------- |
| Ajaccio (ville-centre) | 2A004      | Corse-du-Sud | ville-centre | 82,03            | 75 343 (2022)                     | 918                | modifier les données · modifier les données |
| Afa                    | 2A001      | Corse-du-Sud | banlieue     | 11,84            | 3 350 (2022)                      | 283                | modifier les données · modifier les données |
| Alata                  | 2A006      | Corse-du-Sud | banlieue     | 30,37            | 3 645 (2022)                      | 120                | modifier les données · modifier les données |
| Appietto               | 2A017      | Corse-du-Sud | banlieue     | 34,41            | 1 751 (2022)                      | 51                 | modifier les données · modifier les données |
| Sarrola-Carcopino      | 2A271      | Corse-du-Sud | banlieue     | 27,01            | 3 250 (2022)                      | 120                | modifier les données · modifier les données |

## Évolution démographique
| 1968   | 1975   | 1982   | 1990   | 1999   | 2006   | 2011   | 2016   | 2022   |
| ------ | ------ | ------ | ------ | ------ | ------ | ------ | ------ | ------ |
| 45 175 | 51 016 | 57 758 | 65 033 | 60 344 | 72 200 | 76 458 | 80 058 | 87 339 |